# ブレイジングスター
『ブレイジングスター』（BLAZING STAR）は、夢工房が開発、SNKが1998年1月19日に発売した、アーケードゲーム(MVS)用の横スクロールシューティングゲーム。同年の2月26日にネオジオ用ソフトとして発売された。

## 概要
暴走した兵器によって、人間たちが兵器の部品にされて争い続けているという設定の世界を舞台にしたシューティングゲーム。
夢工房が「エイコム」として活動していたときに制作された『パルスター』の設定や一部のシステムを受け継いでいるが、基本的に全く別のゲームである。特徴の異なる様々な機体を選択でき、隠し機体としてパルスターで登場した機体が登場し、タイムリリースにより使えるようになる。パルスターと比べると全体的に明るい雰囲気に仕上がっており、各所で得られるボーナスにより派手なスコアアタックも可能。パルスターは地形や敵の配置を覚えていてもクリアしづらい難易度であったため、本作ではその反省が見られる。
自機となる機体にはそれぞれパイロットのキャラクターが設定されており、オープニングムービーや機体選択時にその姿を確認することができる。各キャラクターには詳細なバックストーリーが設定されているが、ゲーム本編ではストーリーの内容は語られない。
制作発表時には『パルスター2（仮）』のタイトルで掲載されたが、その後開発段階において『パルスターブラスト』に改題。再度の改題により現タイトルとなった。
スタッフロールにてシステムボイス欄が伏せ字になっているが、担当しているのは金月真美である（当時の開発スタッフが、自身のXで認めている）。

## ゲームストーリー
惑星レムリアと惑星ムトラス。レムリアの衛星であったムトラスの反旗を機に始まった惑星間戦争は長期に及び、その果てにある兵器を両陣営とも開発する。
『有機型自動兵器生産工場』。知識を有したその兵器は、あらゆる生物を兵器へと変え、人間もたった数日で全て兵器と化した。その後も果てしなき戦いは数年に及び、自我を失い、互いに戦う悪魔のような存在と化した「元」人間たちであったが、その一部が突如として再び自我に目覚める。
新たな「人」の誕生とともに、その喜びとは別に与えられた任務のために戦う「悪魔」と「人」との最終決戦が始まろうとしている。

## システム
8方向レバーと2ボタン（Aボタン：ショット、Bボタン：ブレイク）で自機をコントロールし、全7ステージを攻略する。1周で終了。前作パルスターとは異なり、ミスしてもその場で再スタートとなる。

### 攻撃方法
自機はゲーム開始時に6種類から選択する。それぞれの機体は、以下4種類の攻撃方法をもっている。
ノーマルショット
Aボタンを押すとノーマルショットを撃つ。下記のラピッドショットともにレートアップ天使を取得していると得点倍率がかかる。
ラピッドショット
Aボタンをある程度以上の速さで連打し続けると、ノーマルショットがラピッドショットに変化する。ノーマルショットの強化版にあたる。機体により、ラピッドショットに変化するまでに要する連打速度が異なる。
チャージショット
Aボタンをしばらく押し続けると画面下のゲージが溜まってゆき、一定量以上の状態で放すとチャージショットを撃つ。チャージショットの威力は溜めたゲージ量に比例する。また、ゲージの最大値はパワーアップによって伸びる。
チャージショットは敵機に当たっても消えないため、複数の敵機を1発のチャージショットで破壊することが出来る。この時、2機目以降の得点に倍率が掛かる。倍率は1発でより多くの敵機を破壊するほど高くなる。最高128倍で、下記のチャージショットブレイクでは倍率が変化しない固定設定されているため、大量の敵が出た際にどれだけ巻き込めるか（もしくは最高倍率の状態で高得点の敵を撃墜できるか）がカギとなる。
チャージショットブレイク
チャージショット中にBボタンを押すと、チャージショットが変化する。本作で追加された機能。
チャージショットブレイクで敵機を破壊した場合にも、得点に一定の倍率が掛かる。チャージショットの最高倍率よりは低いが、複数の敵を巻き込まなくてもよい（少数の敵でもそれなりにスコアが入る）。
ブレイク後はしばらくの間チャージショットが撃てなくなる。これを「硬直」と呼び、硬直時間は機体によって性能差がある。この状態はボーナスジュエルやパワーアップアイテムを獲得するとただちに解除される。

### アイテム
パワーアップアイテム
特定の敵機を破壊すると出現する。
獲得すると自機のノーマルショットとラピッドショットが強化され、チャージショットのゲージが伸びる。いずれもパワーアップアイテムを3個獲得した時点で最強となる。
ボーナスジュエル
敵機を8機破壊するごとに出現する。
ゲーム開始時は1個300点しか得られないが、連続で8個獲得するごとに得られる素点が上昇する（最高81560点）。逆に1個画面外に逃してしまうと、得点が1段階下がる。なお、最高得点が81560点と中途半端なのは、夢工房の前身となったエイコムとの語呂合わせ（通称エイコム点）になっているため。
デコイ
ステルス
2人同時プレイ時に、ボーナスジュエルの代わりに出現することがある。
デコイを獲得すると、一定時間全ての敵機がそのプレイヤーを狙うようになる。また、自機の移動速度が上昇し、得点が加算される。
ステルスを獲得すると、一定時間敵機がそのプレイヤーを狙わなくなる。
いずれも他のプレイヤーに接触する事で、その効果をうつすことが出来る。またデコイ・ステルスは共にボーナスジュエルとしても扱われる。
ラッキーアイテム
緑色の敵編隊を全滅すると出現する。
ステージ中に登場する5個のラッキーアイテムを全て揃えると、ステージ終了時にボーナス得点を得られる。
レートアップ天使
ボーナスジュエルを2個獲得した後、敵機を破壊すると出現する。ただし、画面上に1個しか出現しない。
獲得すると、一定時間ノーマルショットかラピッドショットで敵機を破壊した場合の得点に倍率が掛かる。
倍率は最初は2倍だが、レートアップ天使を逃すたびに上昇してゆく（最高128倍）。獲得後は2倍に戻る。
スペシャル天使『夢ちゃん』
レートアップ天使の効果時間中にノーマルショットやラピッドショットを全く撃たないと、次に出現するレートアップ天使がスペシャル天使に変化する（Aボタンを離してチャージショットを撃ったり、Bボタンを押してブレイクさせたりするのは問題ない）。
獲得すると、一定時間の間全ての敵機からパワーアップアイテムが出現するようになる（ランクを引き上げてさらに高得点を狙うことが可能）。

## 登場機体
前述の通り自機は隠し機体を含めて6種類が存在し、それぞれにパイロットとなるプレイヤーキャラクターが設定されている。「パルスター」からのゲスト出演キャラ以外は、元人間だったものが再び自我に目覚めた者たちであり、サイボーグとなっている。
各機体は個性が強く、移動スピードやショットの性能などが大きく異なる。
ヘルハウンド
パイロットは「キャスター・マイルド（自称：キャスター・ブラッドウッド）」。23歳。いわゆる主人公風な風貌ではあるが、戦闘スタイルは暴力的で、力を求めるため自ら望んでサイボーグとなるほどに強欲な性格。ただし女性には優しい。読心能力を持つ。
機体は特に癖がない標準的な性能を持つ。
ノーマルショット - 4ウェイショット／ラピッドショット - 6ウェイショット
角度の狭い4方向弾と高速ホーミングミサイル。
チャージショット - デスフレイム
貫通弾を連射する。
チャージショットブレイク - ヘルバースト
貫通弾の代わりに多方向に威力の低い弾をばら撒く。倍率は16倍。
ウインディナ
パイロットは「周 麗花（チャオ リーファ）」。18歳。人魚を思わせるような改造により、コックピットが液体に満たされている（設定上は人魚風のスーツを纏っている）。年齢相応の好奇心に感情的な幼さとは裏腹に、完璧主義、現実主義を併せ持つ。
機体は攻撃のしやすさや硬直の短さなど、初心者に向けた調整がされている。
ノーマルショット - ウェーブ／ラピッドショット - タイダルウェーブ
高速で威力の高い3方向弾。ラピッドショットは5方向。全機体中で一番出しやすい。
チャージショット - 3ウェイスプレッド
蛇行する3方向弾。敵や障害物に当たるとその場に爆風を残す
チャージショットブレイク - ホーミング
チャージショットが複数の誘導弾に分裂する。倍率は8倍。硬直が全機体中で最も短い。
アリュステイルム
パイロットは「ジャン・ビスマルク」。37歳。軍に所属していたいかつい風貌の男で、オープニングでのカメラアイや機械腕が目立つ。既婚者で家族を大事にする性格。
機体はチャージショットの性能によりスコアアタックに向いた上級者向けの機体。
ノーマルショット - レーザー／ラピッドショット - ライトニングボルト
前方集中弾。ラピッドショットは貫通力があるが、威力が低い。
チャージショット - ソード
自機の前方に剣状のエネルギー刃を出し続ける。持続時間により倍率発生を維持しながら多くの敵を巻き込みやすいが、射程が短いため普通のチャージショットの様に使うと倍率自体は上がりにくい。
チャージショットブレイク - ソードフィールド
自機の周囲を包むバリア。大半の敵弾を消せるが、その他の攻撃はできない。倍率は2倍で、全機体で低値。
ペプロス
パイロットは「創世御名 麻雪（きずよみな あさゆき）」。15歳。おっとりとした貴族出身であるが、悲観主義者で自信がないことが悩み。その反面、芯が強く粘る性格を持つ。11歳の妹「亜麻雪」が存在する。
この機体は最初からフルパワーアップ状態として扱われる。
その為かスピードは全機体中最速に設定されており、特定のステージのボス戦で唯一、永久パターンが発生してしまう。そのためゲーメストやアルカディア等のスコア集計においては、この機体の集計は早々に打ち切られてしまっていた。
自機速度とショットの性質上、常に連打しなければならない上級者向けの機体。
ノーマルショット - 3ウェイショット／ラピッドショット - 3ウェイファイア
角度の非常に狭い3方向弾。ノーマルの威力はかなり低い。ラピッドの場合は見た目はノーマルと大して変わらないが威力は非常に高い。ただし、全機体中で最も出しにくい。
チャージショット - ホーリーフレア
貫通弾を連射する。
チャージショットブレイク - DVブレス
貫通弾の代わりに多方向に威力の低い弾をばら撒く。倍率は16倍。
DINO135
パイロットは「山崎 直美（やまざき なおみ）」。23歳。前作の主人公「山崎薫」の姉にあたるエースパイロット。
バレンタインデーで公開されたテクニカル仕様の隠し機体。前作「パルスター」では設定のみ存在した。この機体はパワーアップすることで上下にオプション兵器「イオ」を装備する。
ノーマルショット - ショット／ラピッドショット - ラピッドショット
前方集中弾と、イオからはレバーと逆方向へのショット。ラピッドショットは自機及びイオが多方向弾（自機は前方3つと斜めの変則5Way、イオは2Way化）となる他、イオの角度が固定される。
チャージショット - スプレッドショット
前方への貫通弾と、蛇行する6方向弾。倍率は貫通弾のみに掛かる。
チャージショットブレイク - スプレッドスカッター
チャージショット時の6方向弾が直進する小さな貫通弾となる。タイミング次第で一点集中にも拡散にも使える。倍率は24倍と、ブレイクに関しては全機体で高値。
DINO246
パイロットは「山崎 薫（やまざき かおる）」。20歳。前作「パルスター」での自機のパイロットを務める主人公。
ホワイトデーで公開された防御に特化した隠し機体。前作「パルスター」の自機。この機体はパワーアップすることで上下にオプション兵器「イオ」を、前方に防御ユニット「ボイジャー」を装備する。ボイジャーは前作の完全分離（ボム）の機能は直接再現されていないが、ボイジャーで敵弾を防ぐ効果があり、チャージショットブレイクでも敵弾消去が可能と、部分的な効果は引き継いでいる。
ボイジャーを直接ぶつけて敵機を破壊すると倍率が掛かる（4倍）。イオも同様に敵機を直接倒せるが、倍率は掛からない。
ノーマルショット - ショット／ラピッドショット - ラピッドショット
ラピッドショットで3ショットによる前方集中弾（初期段階から）、パワーアップ以降は威力が高い低速ホーミングミサイル(2倍の倍率がかかる)。イオからはレバーと逆方向へのショットで、ラピッドショット時はイオの角度が固定されるが、DINO135のように多弾化しない。
チャージショット - チャージショット
前方への貫通弾。前作と違い今作ではこの貫通弾のみで、特殊チャージショットは存在しない。
チャージショットブレイク - ボンバー
貫通弾が爆発し、画面全体の敵弾を消去。爆発地点にダメージ判定がある爆風を残す。倍率は4倍。硬直が全機体中で最も長い。

## 関連商品
サウンドトラック
1998年3月18日、ポニーキャニオンよりサイトロン1500シリーズの一つとして発売された。ゲーム中のBGMおよび効果音のほか、未使用曲2曲を収録。ブックレットにはサウンド担当者2名（前作のサウンド担当、藤田晴美を含む）のコメントとステージ1前半部のBGMの楽譜が掲載されている。初回特典はピクチャレーベルCD。
また2019年７月31日にはシティコネクションから「SNK ARCADE SOUND DIGITAL COLLECTION Vol.4」が発売。こちらは『パルスター』のBGMも収録されている。